# 小行星3580
小行星3580（3580 Avery）是一颗绕太阳运转的小行星，为主小行星带小行星。该小行星于1983年2月15日发现。

## 轨道参数
小行星3580的轨道半长轴为2.8628385 UA，离心率为0.233。